# Лэндон, Альфред Моссман
А́льфред «А́льф» Мо́ссман Лэ́ндон (англ. Alfred «Alf» Mossman Landon) (9 сентября 1887, Западный Миддлсекс — 12 октября 1987, Топика) — американский республиканский политический деятель, 26-й губернатор штата Канзас, кандидат в президенты США от Республиканской партии. Занял второе место на президентских выборах 1936 года.

## Биография
Родился в Западном Миддлсексе, штат Пенсильвания. В возрасте 17-ти лет Альфред вместе со своей семьёй отправился в Канзас и в 1908 году поступил в Университет Канзаса.
Лэндон начинал свою карьеру банковским служащим, но уже в 1912 году основал свой независимый бизнес по производству нефти.
Во время Первой мировой войны был старшим лейтенантом войск химической защиты в Армии США.
К 1929 году работа в нефтяной промышленности сделала его миллионером.

## Политическая карьера
В 1922 году стал личным секретарем губернатора штата Канзас. Позже стал известен как лидер либеральных республиканцев в штате.
В 1928 году Лэндон был избран председателем Республиканского государственного центрального комитета.
В 1932 году стал губернатором штата Канзас и занимал эту должность до 1937 года. В качестве губернатора, Лэндон прославился тем, что снизил налоги и сбалансировал бюджет.
На президентских выборах 1936 года центральным пунктом своей предвыборной программы сделал требование отмены программы социального страхования. За это он был подвергнут критике со стороны своего однопартийца Джона Гилберта Уайнанта, а затем потерпел сокрушительное поражение на выборах, получив лишь 36,5% голосов и 8 выборщиков из 531.
После своего поражения Лэндон завершил свой срок на посту губернатора Канзаса и вернулся в нефтяную промышленность. Лэндон больше не стремился к выборной должности.
В 1938 году он выступил в защиту прав на свободу слова, закреплённых в Первой поправке, одного из своих оппонентов 1936 года, Нормана Томаса. Мэр Фрэнк Хейг, близкий союзник Рузвельта, вынудил Томаса покинуть Джерси-Сити после того, как тот попытался выступить на митинге за свободу слова. Эти двое мужчин подружились на всю жизнь. Лэндон надеялся, что этот инцидент «объединит всех, кто разделяет идеалы свободы и терпимости», и пообещал «стоять плечом к плечу с вами в этой борьбе за свободу слова».В комментариях Лэндона «Новый курс» и Гаага были представлены как тесно связанные угрозы свободе слова.
После начала войны в Европе в 1939 году Лэндон боролся против изоляционистов таких как Первый комитет Америки которые поддержали Закон о нейтралитете; он опасался, что это введет в заблуждение Нацистскую Германию заставил думать, что Соединенные Штаты не желают воевать. Однако в 1941 году он присоединился к изоляционистам, выступавшим против ленд-лиза, хотя и настаивал на том, чтобы Соединенному Королевству вместо этого было выделено 5 миллиардов долларов напрямую.
После войны он поддержал План Маршалла, выступая против высоких внутренних расходов. После коммунистической революции в Китае он был одним из первых, кто выступил за признание Мао Цзэдуна коммунистического правительства и его прием в Организацию Объединенных Наций, когда это все еще было очень непопулярной позицией среди руководства и последователей обеих основных партий.
В 1961 году Лэндон призвал Соединённые Штаты присоединиться к Европейскому общему рынку. В ноябре 1962 года, когда его попросили описать его политическую философию, Лэндон сказал: «Я бы сказал, что я практичный прогрессивист, а это значит, что Республиканская партия или любая другая политическая партия должна признавать проблемы растущей и сложной индустриальной цивилизации. И я не думаю, что Республиканская партия действительно осознает это ". Позже, в 1960-х, Лэндон поддержал президента Линдона Джонсона в деле Medicare и других Великих обществ Программы.
На 13 декабря 1966 года, Лэндон подарил свой первый "Лекция Лэндон "в Университета Штата Канзас в Манхэттен, Штат Канзас. Лекция Лэндона под названием "Новые вызовы в международных отношениях" была первой в серии лекций по общественным вопросам, которая продолжается по сей день в ней приняли участие многочисленные мировые лидеры и политические деятели, включая семь президентов США (Ричард Никсон, Джеральд Форд, Джимми Картер, Рональд Рейган, Джордж Буш-старший, Билл Клинтон и Джордж У. Буш).
Лэндон выступил на Национальном съезде республиканцев в 1976 году в Канзас-Сити.
Президент Рональд Рейган и его жена Нэнси участие партии сотый день рождения Лэндона в своем доме в Топика. Описывая Лэндона как "живую душу Канзаса", 76-летний Рейган заметил: "Вы не представляете, какая радость для такого парня, как я, пойти на вечеринку по случаю дня рождения того, кто, положа руку на сердце, может называть меня ребенком". Лэндон, опираясь на трость, сказал президенту и доброжелателям на вечеринке: "Это великий день в моей жизни. И это великий день в жизни всех для нас было большой честью встретиться сегодня с президентом Соединенных Штатов и миссис Рейган." Глава аппарата Белого дома Говард Бейкер женился на дочери Лэндона Нэнси Кассебаум девять лет спустя.
Через девять дней после своего дня рождения Лэндон был госпитализирован в Региональный медицинский центр Стормант-Вейл после жалобы на внутренние боли. Он лечился от камней в желчном пузыре и легкого бронхита и вернулся домой 10 октября. Лэндон умер в Топеке 12 октября 1987 года в 17:25 вечера., через тридцать три дня после празднования своего сотого дня рождения он похоронен на кладбище Маунт-Хоуп в Топека. На момент его смерти у него была вторая жена, Тео Кобб.